# Volontarismo
Con il termine volontarismo sono designate quelle filosofie che indicano la preminenza della volontà, dei sentimenti o delle passioni, nei confronti dell'intelletto e della sua capacità di accedere a verità razionali.

## Storia del concetto
Nel significato più ampio possono essere considerati appartenenti al volontarismo quei filosofi cristiani principalmente esponenti della corrente francescana, e per certi aspetti pensatori moderni come Fichte, Schopenhauer o Nietzsche.
Nel senso più specifico il termine volontarismo si trova usato per la prima volta da Ferdinand Tönnies in un saggio su Spinoza scritto nel 1883 dove l'autore riproponeva in forme nuove e in contrasto con il positivismo, lo scientismo e il razionalismo, il pensiero spiritualista di filosofi vissuti tra la fine dell'Ottocento e l'inizio del Novecento, come Maine de Biran, Renouvier, Lachelier, Boutroux. 
Rappresentante tipico di questa corrente di pensiero fu Maurice Blondel che nell'opera L'azione del 1893 imposta la sua filosofia tutta sul contrasto tra "volontà volente" e "volontà voluta".
Il pensatore, sostiene Blondel, deve volgere lo sguardo dentro di sé, elaborare una ricerca dell'interiorità spirituale poiché il campo di indagine è costituito dalla coscienza e non certo dalla natura o dalla esteriorità.
La coscienza si esplica soprattutto nella volontà, nell'attività pratica e creativa che si esprime nella sfera morale, religiosa, sociale, più che nella pura contemplazione e nella teoresi.
Alla dialettica frutto della ragione hegeliana, Blondel contrappone quella della volontà; l'impulso dello sviluppo non è più la contraddizione, bensì il contrasto tra la volontà volente e la sua realizzazione, la volontà voluta; da questo contrasto nascono sia l'insoddisfazione della volontà, sia la spinta conseguente all'azione.
Partendo da questi presupposti si sviluppò in campo teologico, con Lucien Laberthonnière ed altri, la corrente del modernismo che si opponeva al razionalismo di matrice scolastica che caratterizzava la tradizionale teologia intellettualistica.
Paul Barth aveva formulato intanto nel 1897 dei fondamenti di filosofia della storia in appoggio al volontarismo di Ferdinand Tönnies.
Sempre sulla base delle premesse volontaristiche si formò il pensiero pragmatista di William James che nello scritto La volontà di credere del 1897 sosteneva che bisognava impedire al pensiero di bloccare credenze vive e spirituali utili ad un'azione efficace nel mondo. Più che la scienza importa la morale e la religione intesa come  "scommessa" della fede (di pascaliana memoria), poiché a priori è deleterio rinunciare ai vantaggi che provengono da questa.
Il pensiero di James si diffuse con un'accentuazione degli aspetti irrazionalistici anche in Italia con Giovanni Papini e la rivista Leonardo.
Dall'ambito del volontarismo sembrava in parte discostarsi il tema contemporaneo dell'evoluzionismo di Henri Bergson che dava primaria importanza al collegamento tra la volontà e l'intelletto ma che con l'elemento determinante dello "slancio vitale" avvicinava il bergsonismo al pragmatismo di James.
Bergsonismo, pragmatismo e modernismo, rami derivanti dal volontarismo, si manifestano infine contemporaneamente nel pensiero di Édouard Le Roy che rappresenta l'aspetto tipico del volontarismo contemporaneo.